# Protection de l'environnement en France
Cet article concerne l'histoire de la protection de l'environnement en France. Pour l'histoire de l'écologie politique, voir Écologie politique en France. Pour l'histoire de l'écologie scientifique, voir Histoire de l'écologie.

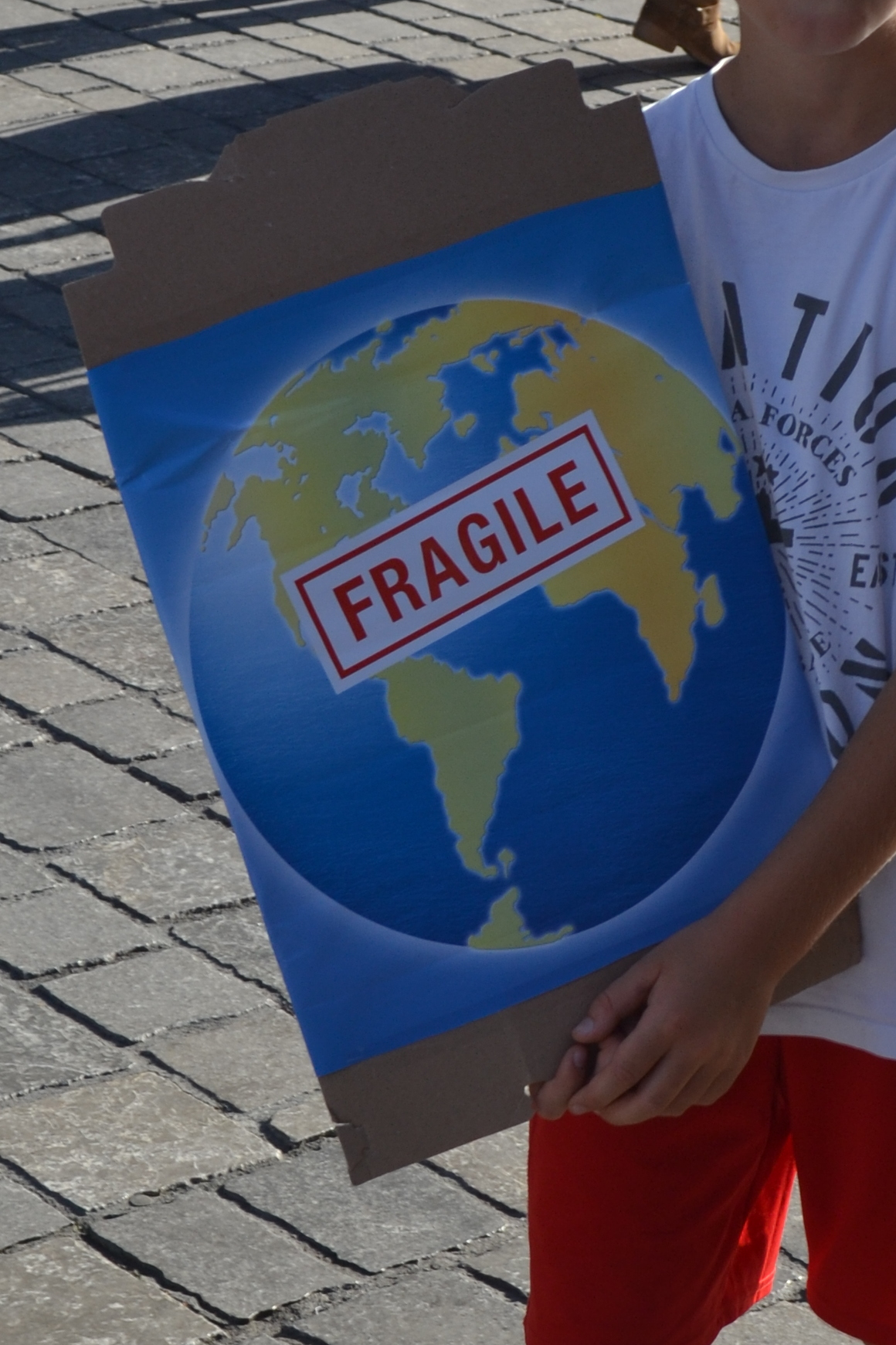
Manifestation pour le climat à Pau (2018).

La protection de l'environnement en France, initiée par quelques écrivains, scientifiques et agronomes isolés de la première moitié du XXe siècle, commence véritablement à être prise en charge par l'État à partir des années 1950. À cette protection de la nature par en haut se superpose un mouvement militant écologiste né de Mai 68. Dans les années 1980, ce mouvement s'essouffle. Mais il a suscité la diffusion des préoccupations environnementales à l'ensemble de la société. À la fin du siècle, la défense de la nature ne concerne plus uniquement des intellectuels, des scientifiques, des hauts fonctionnaires et des militants : elle est aussi prise en charge par des entreprises et des agriculteurs. La protection de l'environnement est devenue un thème politique et un sujet de société.

## 1900 - 1968: La protection de la nature par des intellectuels et de hauts fonctionnaires

### Les représentations collectives de la nature à l'aube duXXesiècle

#### Les découvertes scientifiques sur la nature et la naissance de l'écologie
À partir de la seconde moitié du XVIIe siècle, de grandes expéditions maritimes conduisent des scientifiques à prendre conscience de la diversité des espèces vivantes. Apparait alors la systématique, science de la classification des espèces. La nature devient l'objet d'études de scientifiques français. Ils sont principalement rassemblés autour du Muséum national d'histoire naturelle, fondé en 1793 à Paris. C'est au Muséum que le zoologiste Isidore Geoffroy Saint-Hilaire crée la Société zoologique d'acclimatation. Les membres de cette société savante sont parmi les premiers en France à se préoccuper de l'action humaine sur la nature. Ils s'intéressent notamment aux excès de la chasse et la disparition du loup.
C'est en commençant à cartographier l'ensemble de la planète que naît l'idée d'aires de répartition : les équidés sont par exemple absents des Amériques, et les mammifères placentaires n'ont pas conquis l'Australie, remplacés par les marsupiaux. Cela permet aussi de faire naître l'idée qu'une espèce peut s'éteindre, si elle disparaît de l'ensemble de son aire de répartition. En plus des fossiles de plus en plus nombreux découverts dans les mines, les cas célèbres du dodo (découvert en 1598 et éteint vers 1700) puis de la Rhytine de Steller (découverte en 1741 et disparue vers 1768) marquèrent les esprits avec cette nouvelle donnée : les espèces animales sont mortelles, et l'Homme peut en être la cause.
Certains scientifiques étudient les espèces vivantes sous l'angle des interactions et des équilibres qui les lient. Cette approche est longtemps appelée « économie de la nature » (sous-partie de ce qu'on appelle alors l'« histoire naturelle »), puis rebaptisée « écologie » par le biologiste allemand Ernst Haeckel en 1866, qui la définit comme « la science des relations des organismes avec le monde environnant ».

#### Le romantisme et les premières mesures de protection de la nature
Tandis que des scientifiques étudient et classifient les espèces vivantes, les écrivains et poètes romantiques ont une tout autre approche de la nature. Victor Hugo, par exemple, s'adresse ainsi Aux arbres :
« Vous me connaissez, vous! – vous m’avez vu souvent,
Seul dans vos profondeurs, regardant et rêvant.
Vous le savez, la pierre où court un scarabée,
Une humble goutte d’eau de fleur en fleur tombée,
Un nuage, un oiseau, m’occupent tout un jour. »
Le romantisme contribue largement à diffuser cette image de la nature : belle, et propice à la contemplation méditative ses beautés.

#### LaIIIeRépubliqueet la nature à la fin duXIXesiècle

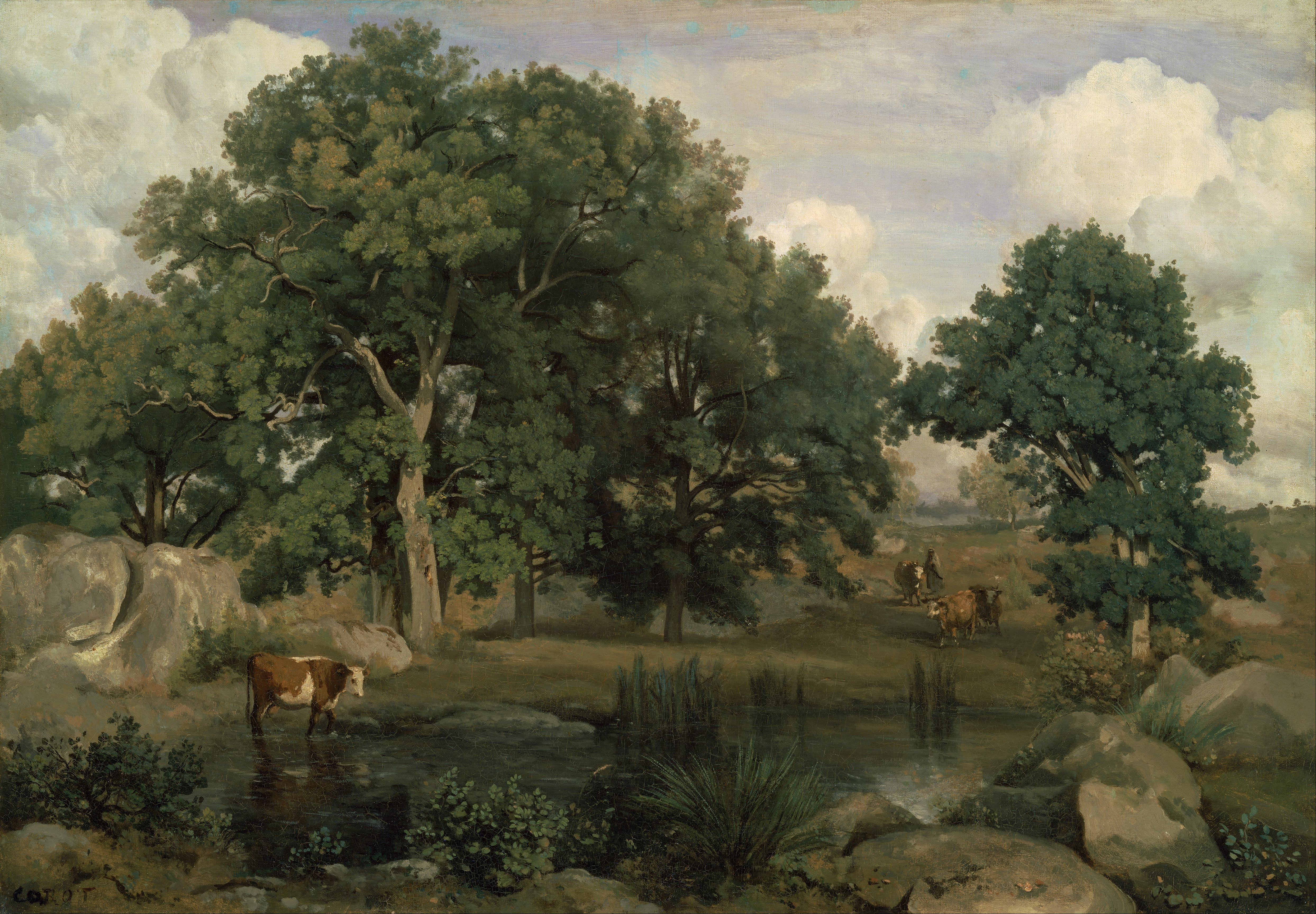
La forêt de Fontainebleau, première aire naturelle protégée de l'Histoire. (ici par Jean-Baptiste Camille Corot, 1846).

À la fin du XIXe siècle, des progrès techniques nouveaux se déploient. Le développement du réseau de chemin de fer français s'accompagne de la construction de grands ponts qui transforment des paysages. La galerie des machines de l'Exposition universelle de 1889 célèbre les prouesses techniques des ingénieurs français. L'heure est au progrès. À la veille du XXe siècle, seule une poignée de professeurs du Muséum et quelques amoureux de la nature commencent à avoir l'intuition de sa vulnérabilité, comme les peintres de l'École de Barbizon qui demandent en 1861 que la forêt de Fontainebleau où ils vont rechercher des modèles de très vieux arbres soit décrétée « réserve artistique », ce qui en fait la première aire naturelle protégée de l'Histoire de l'Occident.

### 1900 - 1954: des scientifiques et intellectuels isolés

#### Les premières mesures de protection de la nature

Le macareux moine, logo de la LPO.

Dans la première moitié du XXe siècle, de premières mesures de protection de la nature sont prises. En 1902, le Parlement français adopte une loi sur la protection des oiseaux utiles à l'agriculture. Elle désigne comme utiles un certain nombre de rapaces qui chassent des rongeurs, considérés comme nuisibles par les agriculteurs. L'influence de cette loi est relativement faible : cinquante ans après son adoption, il n'est toujours pas rare de voir des chouettes ou des hiboux cloués à la porte des granges ou pendus à des branches. La protection légale de la nature se fait également par la création de premières réserves naturelles. Créée en 1912 par des ornithologues de la Société d'acclimatation, la Ligue de Protection des Oiseaux (LPO) obtient un arrêté préfectoral interdisant la chasse du macareux moine, un oiseau qui ne niche en France que sur l'archipel breton des Sept-Îles. La Société d'acclimatation se voit confier par des saliniers en 1927 toute la partie centrale de la Camargue afin d'en étudier et d'en protéger la faune et la flore. Le début du XXe siècle voit également apparaître de premières actions pour la défense de la nature initiées par la société civile.
En 1906, le député Charles Beauquier fait voter la première loi de protection de l'environnement, qui préfigure celle de 1930, dans le but de protéger la cascade du Lison contre l'accaparement industriel.
La même année, la Société des excursionnistes de Marseille proteste vivement contre le projet d'exploitation du sable et de la chaux de la calanque de Port-Miou par la société chimique belge Solvay. C'est la première fois en France que des citoyens se mobilisent contre un projet industriel pour protéger un environnement naturel.

#### La nature dangereuse
Mais ces mesures de protections restent rares. Au début du XXe siècle, l'idée que l'action humaine puisse nuire durablement à l'environnement est encore peu répandue. Pour la plupart des Français, la nature est certes un endroit plus ou moins sauvage où il est bon de prendre l'air, mais c'est aussi un réservoir inépuisable de bêtes plus ou moins utiles ou nuisibles. Les Leçons de sciences, publiées par Hachette à l'intention des élèves préparant le certificat d'études, présentent les différents animaux selon qu'ils sont utiles ou nuisibles à l'Homme. Le manuel ainsi reconnait l'utilité du hibou et de la chouette : ils « dévorent quantité de petits rongeurs, et il est donc stupide de les clouer aux portes des granges comme on le fait encore trop souvent. » Les agriculteurs ne sont pas les seuls à tuer des oiseaux : « Sans compter les méchants enfants qui dénichent les oisillons, il arrive que, par divers moyens, on fasse de véritables hécatombes d'oiseaux utiles. » Un sort différent est pourtant réservé aux volatiles jugés nuisibles : « Il faut détruire l'aigle, le faucon, l'épervier, le grand-duc, qui dévorent beaucoup de petits oiseaux. » Quant aux insectes, seuls l'abeille et le ver à soie échappent à la longue liste des nuisibles. Y figurent notamment le hanneton, le phylloxéra, et surtout la mouche, « l'un des plus dangereux » car elle transmet la tuberculose, la fièvre typhoïde et la diarrhée des enfants. L'écolier français grandit donc avec l'idée que la plupart des animaux sont nuisibles pour l'Homme.

#### La nature en danger? Les voix de quelques penseurs isolés
Dans un contexte dans lequel l'impact humain sur l'environnement est encore mal compris, des penseurs isolés font des travaux précurseurs. Les deux Guerres mondiales remettent en cause la notion de progrès. Dans une plaquette intitulée Au chevet de la civilisation, Georges Duhamel affirme en 1937 que « la civilisation n'est pas un phénomène de caractère fatalement progressif. » Il n'est pas opposé au progrès par principe, mais considère que « les inventions techniques doivent, comme toutes choses dans l'ordre social, faire l'objet d'un contrôle. » La remise en cause de la société de consommation, du capitalisme débridé et du caractère inévitable du progrès préfigure l'altermondialisme, et une part importante de l'écologisme. La prise de conscience des menaces qui pèsent sur l'existence de certaines espèces animales vient surtout, dans la première moitié du XXe siècle, de la part de scientifiques. Le chercheur et président de la Société d'acclimatation Edmond Perrier déclare dès 1912 : « Au temps de Buffon, on considérait la Terre comme une mère féconde, au sein inépuisable. On la croyait capable de pourvoir indéfiniment aux besoins et à la sécurité de toutes les créatures qu'elle portait. [...] Il n'en est rien. Tout est aujourd'hui menacé par notre envahissante civilisation. » Des agronomes émettent dans la première moitié du XXe siècle des idées qui préfigurent déjà l'agriculture biologique et le développement durable. Alors que le fumier est déconsidéré au profit des engrais chimiques qui commencent à être produits en grande quantité, Rémy Dumont préconise l'usage d' « engrais verts » et de compost. Son fils, René Dumont, dans La culture du riz dans le delta du Tonkin (1935), étudie l'agriculture vivrière dans les rizières tonkinoises. Il signale des « insectes et animaux » utiles aux rizières, qu'il ne faut pas détruire. Tout en reconnaissant l'importance de la sélection des variétés de riz répondant le mieux aux engrais, il met en garde contre l'« artificialisation du milieu ». Son étude des techniques agronomiques en lien avec un système économique, social et environnemental en fait un pionnier du développement durable.
Le principal acquis de l'entre-deux-guerres est la Loi ayant pour objet de réorganiser la protection des monuments naturels et des sites de caractère artistique, historique, scientifique, légendaire ou pittoresque (aussi appelée « Loi de 1930 »), qui étend l'idée de patrimonialisation à des sites naturels (un peu à la manière des « natural monuments » américains institués en 1906).
Mais ces idées restent principalement confinées à quelques intellectuels, qu'ils soient universitaires, scientifiques ou artistes. Le temps est au progrès, au développement économique et, après les deux Guerres mondiales, à la reconstruction. Dans ce contexte, les rares voix qui s'élèvent en France pour mettre en garde contre l'action destructrice de l'Homme sur la nature trouvent peu d'écho.

### 1954 - 1968: l'implication de l'État

#### La maturation de la réflexion écologiste

Logo de l'Union internationale pour la conservation de la nature.

Dans les années 1950 - 1960, la réflexion écologiste continue à murir. Les quelques intellectuels et amoureux de la nature préoccupés par la défense de l'environnement constituent diverses associations et groupes de réflexion. L'Union internationale pour la conservation de la nature, créée en 1948, ainsi que la branche française du World Wildlife Fund, témoignent du début de l'internationalisation de la cause environnementale. Deux associations régionales de protection de la nature sont fondées avant 1968 : la Société pour l'étude et la protection de la nature en Bretagne (SEPNB) en 1963, et l'Association fédérative régionale de protection de la nature (AFRPN) en 1965. Roland Bechmann, un architecte soucieux de réfléchir à de nouvelles manières d'aménager le territoire, contacte en 1964 les associations de défense de la nature qui existent en France, comme la SEPNB. Son but est de réunir les différents mouvements français de défense de l'environnement. Le 28 juin 1964, il organise chez lui une journée « Nature et Développement », qui réunit une soixantaine d'intellectuels de professions diverses (architectes, urbanistes, médecins, professeurs...) qui souhaitent réfléchir à l'avenir. Le groupe se donne le nom d'Association pour les espaces naturels et les parcs nationaux. Il se fixe quatre objectifs : promouvoir l'inventaire général du patrimoine naturel, faire progresser la législation qui concerne la protection de la nature, faire en sorte que les projets d'aménagements prennent en considération l'environnement, et enfin introduire les problèmes environnementaux dans l'éducation. À partir de 1964, l'association publie un bulletin intitulé Aménagement et nature. Il s'agit de la première publication généraliste entièrement consacrée à l'environnement. Toutes ces associations restent surtout des groupes de réflexions, qui cherchent à influencer les décideurs politiques. Rares sont celles qui agissent directement sur l'environnement. C'est le cas du Club des jeunes amis des animaux, fondé à seize ans en 1965 par Antoine Waechter, qui va capturer des castors dans les gorges de l'Ardèche pour les réintroduire en Alsace. Mais tous les penseurs écologistes ne sont pas regroupés en associations. Le journaliste et économiste Bertrand de Jouvenel écrit en 1957 un article intitulé « L'économie politique de la gratuité ». Il souhaite que l'on passe de « l'économie politique » à « l'écologie politique » : c'est la première fois que cette expression apparait. Bertrand de Jouvenel plaide pour que soient pris en compte dans l'économie politique les biens et services fournis par la nature. Dix ans plus tard, Philippe Saint-Marc, haut fonctionnaire chargé d'aménager la côte aquitaine, publie un article intitulé « Socialisation ou destruction de la nature ». Il affirme que l'espace, le silence et la verdure se raréfient, deviennent un luxe inaccessible au plus grand nombre. Il propose donc de « socialiser la nature », c'est-à-dire de « faire porter à ceux qui la dégradent la responsabilité financière d'une prévention, d'une réparation ou d'une compensation. » La protection de la nature est une « tâche nationale », qui revient avant tout à l'État.

#### Lois et institutions
Dans les années 1950-1960, c'est effectivement surtout l'État qui prend en charge la défense de l'environnement. En 1957, une loi sur les réserves naturelles est adoptée. Le progrès est timide : il ne s'agit que d'étendre la loi de 1930 qui organise « la protection des sites de caractères artistique, historique, scientifique, légendaire ou pittoresque ». Adoptée sans débat, elle représente toutefois une première étape dans la prise de conscience des enjeux environnementaux par les parlementaires. En témoigne le discours de la députée présentant le texte. Elle affirme « l'inéluctable nécessité de ne toucher aux ressources naturelles qu'avec prudence et circonspection ». Quant aux parcs nationaux, elle constate le retard français sur les pays voisins : « Nos savants se plaignent que la France soit un des rares grands pays qui n'aient pas encore un parc national ou même plusieurs parcs nationaux ». La loi portant sur les parcs nationaux est adoptée 3 ans plus tard, en 1960. Ce n'est qu'en 1965 qu'est inauguré le premier parc national français : le parc national de la Vanoise, en Savoie. Afin que l'aménagement du territoire français soit mené de manière plus efficace à grande échelle et à long terme, le gouvernement Michel Debré fait appel à l'énarque écologiste Serge Antoine. Celui-ci est convaincu que la France doit être découpée en régions plus efficacement. Il crée donc en 1963 la Délégation à l'Aménagement du Territoire et à l'Action Régionale (DATAR). Cette nouvelle institution joue alors une partie du rôle qui reviendra plus tard au ministère de l'Environnement. En septembre 1966, elle organise un colloque à Lurs (Basses-Alpes), qui réunit environ 140 personnes pendant cinq jours. Parmi elles se trouvent des hauts fonctionnaires, des aménageurs, des universitaires, des préfets et des maires, dont certains n'ont jamais réfléchi à la protection de la nature. Pour la première fois, l'État organise un débat sur ce sujet. Il débouche sur un décret créant les parcs naturels régionaux en mars 1967. Une autre grande avancée dans la prise en compte des enjeux environnementaux par l'administration est la création des agences financières de bassin. Un jeune ingénieur des mines, Jean-François Saglio, comprend que la pollution des eaux est un problème majeur, et que l'État doit intervenir. Il contacte Yvan Cheretkowski, le responsable des problèmes concernant l'eau à la DATAR. Les deux hommes s'inspirent de l'Allemagne, où les cours d'eau sont gérés par bassins versants. Ils élaborent un projet de loi sur l'eau, qui est adopté en décembre 1964. Cette loi crée six agences financières de bassin, chacune chargée de la gestion d'un cours d'eau. Elles perçoivent des taxes, prélevées sur les entreprises et les collectivités, et proportionnées à leur consommation en eau et à leurs rejets polluants.

#### La société française, toujours globalement indifférente?

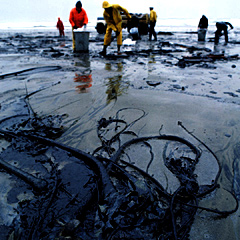
Travaux de nettoyage après une marée noire.

L'État joue donc un rôle important dans la protection de l'environnement en France à partir des années 1960, alors que ce thème n'intéresse pas beaucoup la société française dans son ensemble. L'opinion publique se sent peu concernée les enjeux environnementaux, et notamment par la possibilité de catastrophes naturelles. Lorsque le pétrolier libérien Torrey Canyon fait naufrage dans la Manche, le 18 mars 1967, la presse met plusieurs jours à se réaliser qu'il se passe quelque chose de nouveau. C'est en effet la première grande « marée noire » à toucher les côtes françaises, et c'est à cette occasion que l'expression est adoptée. Alors que des Anglais se mobilisent pour sauver les oiseaux mazoutés, Le Monde n'envoie un reporter sur place que début avril, et la LPO ne publie un communiqué que trois semaines après le naufrage. Les Français s'inquiètent tout aussi peu du développement du nucléaire. Un premier essai nucléaire a lieu le 13 février 1960 dans le Sahara. Seuls quelques militants antinucléaires organisent une manifestation silencieuse devant la centrale militaire d'Arpajon. Mais le mouvement antinucléaire est bien plus pacifiste qu'écologiste. En témoigne la grande indifférence face au sort des déchets nucléaires. Projetant d'abord d'immerger des déchets radioactifs dans la Méditerranée, le gouvernement se heurte à l'opposition du commandant Cousteau, président de la Fédération internationale de plongé sous-marine, et du médecin Alain Bombard, qui étudie la radioactivité de l'eau de l'Atlantique après l'immersion des déchets nucléaires britanniques. La France imite alors le Royaume-Uni et déverse les siens dans l'océan. Aucune protestation ne s'élève alors. L'atome, loin de faire peur, fascine plutôt. Un article paru dans Le Monde du 17 août 1961 décrit ainsi Marcoule, où est installé un site industriel nucléaire, comme une nouvelle destination touristique : « Pour voir Marcoule, ville atomique, les visiteurs accourent par milliers. » Pendant ce temps, l'agriculture se mécanise et devient plus intensive. L'Association française d'agriculture biologique, créée en 1961, tente de rassembler les quelques agriculteurs qui refusent le modèle agricole dominant, mais ceux-ci restent marginaux et désunis. Malgré cette indifférence globale aux enjeux environnementaux, les idées écologistes trouvent un écho plus large. La Société nationale de protection de la nature (SNPN), qui succède en 1960 à la Société d'acclimatation, publie tous les deux mois le Courrier de la nature, dont les reportages illustrés de photos en couleurs permettent d'atteindre un plus large public. La Poste émet en 1960 une série de timbres représentant des oiseaux sauvages, dont le macareux moine. Romain Gary obtient le prix Goncourt de 1956 pour Les Racines du ciel. Le personnage principal de ce roman prend la défense des éléphants contre ceux qui prennent leurs défenses. Gary condamne la bombe atomique, « saloperie nucléaire », et voit « la menace sournoise, déjà prévisible, des déchets de piles atomiques lentement accumulées sur la terre, dans l'air, au fond des mers. » Hélas, « la protection de la nature, ce n'est pas ce qui préoccupe les politiciens en ce moment. » Le jury du prix Goncourt a sans doute été plus sensible aux qualités littéraires du roman qu'à ses positions écologistes, mais il a contribué à diffuser ces idées. Peu après, le mot "écologie" entre dans le Petit Larousse. La même année, un autre prix est attribué à une œuvre qui défend la beauté de la nature : la palme d'or du festival de Cannes est attribué pour la première fois à un documentaire. Le Monde du silence, réalisé par Louis Malle et mettant en scène le commandant Jacques-Yves Cousteau, ne plaide certes pas pour la défense de la nature, mais il permet à ses nombreux spectateurs de découvrir la diversité de la vie sous-marine. Les émissions animalières qui passent à la télévision ont le même effet : bien qu'elles privilégient le sensationnel à l'écologie, elles font découvrir la richesse du monde animal à de nombreux spectateurs.
Mais cet intérêt pour la biodiversité relève plus de la curiosité, et ne s'accompagne pas encore d'une conscience écologiste. Jusque dans les années 1960, la protection de l'environnement concerne avant tout des intellectuels, scientifiques ou artistes, et est le plus souvent prise en charge par l'État. La société française dans son ensemble ignore encore largement que l'action humaine peut menacer la nature. C'est l'année 1968 qui fait éclore les réflexions écologistes jusqu'alors en incubation.

## 1968 - 1977: Les débuts du militantisme écologiste

### Mai 68: un tournant pour l'écologisme français

#### Mai 68 et le début d'une opposition ferme aux projets menaçant l'environnement.
L'année 1968 marque la véritable naissance du militantisme écologiste. Le mouvement de contestation universitaire de Mai est pourtant plus rouge que vert : les étudiants révoltés de la Sorbonne et de Nanterre prônent le communisme, l'anarchisme, ou du moins critiquent la société de consommation. Si le slogan « Sous les pavés, la plage » peut être lu comme une volonté de retour à la nature, l'écologie est globalement absente du mouvement. Mais ce que Mai 68 a apporté à l'écologisme est surtout la possibilité de manifester activement et publiquement des opinions qui vont à l'encontre de l'ordre établi. Avant Mai 68, les chercheurs du Muséum et les ornithologues amateurs n'envisagent pas d'aller brandir des pancartes dans la rue pour défendre l'environnement. Biochimiste et biologiste dans les années 1960, Philippe Lebreton est un exemple de scientifique chez qui l'année 1968 a déclenché un engagement contestataire. Le professeur devient alors un militant qui défend ouvertement le parc national de la Vanoise, publie dans le journal écologiste La Gueule ouverte, et devient une figure de la lutte contre le nucléaire. À partir des années 1970, le militantisme écologisme existe, et l'État rencontre une opposition bien plus farouche à certains de ses projets d'aménagement. En 1971, le ministre de la Défense nationale Michel Debré annonce l'agrandissement du camp militaire installé sur le causse du Larzac, dans l'Aveyron. Trois cents paysans jurent de ne pas vendre leur terre à l'État, et ils reçoivent le soutien de pacifistes, des évêques de France, puis d'écologistes. En août 1973, soixante mille opposants se rassemblent sur le causse, aux cris de « Gardarem lo Larzac ! » (« Nous garderons le Larzac ! », en occitan), « Les moutons vaincront ! », et de « Faites labour, pas la guerre ! ».

#### Foisonnement associatif et entrée en politique
Ce militantisme écologiste nouveau donne lieu à un foisonnement associatif, et à l'entrée en politique de l'écologisme. Pour rassembler les nombreuses associations dont Mai 68 accouche et celles qui existaient déjà, la Fédération française des sociétés de protection de la nature (FFSPN) est fondée en 1969. Toute association de protection de la nature peut y adhérer. L'une des plus importantes de ces associations nait l'année suivante, en 1970. Les Amis de la Terre, branche française de l'association américaine Friends of the Earth, est parrainée par des personnalités comme l'anthropologue Claude Lévi-Strauss, le biologiste Théodore Monod et l'ornithologue Jean Dorst. La jeune association organise en mai 1972 une « grande manif à vélo » pour protester contre l'ouverture d'une voie express pour les voitures sur la rive gauche de la Seine à Paris. Brice Lalonde, un fils de la grande bourgeoisie qui a appris à militer en mai 68 à la Sorbonne, y participe, et adhère à l'association. Il en devient rapidement un personnage clef. Dans les années 1970, la plupart des militants écologistes passent par Les Amis de la Terre. Cette décennie est aussi celle de l'entrée en politique de l'écologisme. René Dumont, l'agronome qui avait étudié les rizières tonkinoises, devient en 1974 le premier candidat écologiste à une élection présidentielle. À la télévision, il brandit un verre d'eau et explique que cette ressource est « précieuse, puisqu'avant la fin du siècle, si nous continuons un tel débordement, elle manquera. » Malgré son résultat décevant (1,32 % des suffrages exprimés, soit quand même 337 800 voix), sa campagne a marqué les esprits : c'est pour beaucoup de Français la première fois qu'ils entendent parler d'écologisme. Le premier véritable succès électoral de l'écologie survient trois ans plus tard. Lors des élections municipales de mars 1977, des listes écologistes sont constituées dans la plupart des grandes villes, et obtiennent en moyenne 10 % des suffrages là où elles sont présentes. Qu'une personne sur dix soit prête à changer son vote pour une liste écologiste est un fait nouveau.

#### L'irruption de l'environnement dans les médias
Lorsque René Dumont brandit son verre d'eau devant les électeurs français, l'écologie a déjà entamé son irruption dans les médias. Le Monde ouvre un dossier « Environnement » dans son service de documentation dès 1969, puis consacre une rubrique à ce nouveau sujet à partir de 1972. Si la protection de la nature reste globalement absente de la presse généraliste, des journaux qui lui sont entièrement dédiés apparaissent. Pierre Déom, instituteur passionné de nature, crée La Hulotte en 1970. Dans sa revue écologique, qu'il illustre lui-même, les animaux s'adressent à la première personne aux lecteurs, les instruisant sur leur espèce et les incitant à la protéger. Une presse écologiste plus politique apparait également : en 1972, le dessinateur satirique Pierre Fournier quitte Charlie Hebdo pour fonder La Gueule ouverte. « Le journal qui annonce la fin du monde » se présente comme un « mensuel écologique ». Il critique d'un ton acerbe le nucléaire, la société de consommation et sa dépendance au pétrole. Le principal concurrent de La Gueule ouverte est Le Sauvage. Créé par Alain Hervé, le fondateur des Amis de la Terre, cet autre mensuel écologiste adopte une ligne plus modérée, sous la plume de Brice Lalonde. Mais cette presse écologiste reste peu lue. À la radio et à la télévision, la défense de l'environnement n'a pas encore sa place. L'équipe du Sauvage monte une « radio verte » clandestine à Paris, mais l'expérience ne dure pas. Rares sont les journalistes qui, comme Jean Carlier sur RTL, tiennent des propos écologistes sur les ondes autorisées. À la télévision, la première émission consacrée à la défense de l'environnement, La France défigurée, est supprimée en 1974, après seulement trois ans de diffusion. La protection de la nature est donc un sujet neuf mais encore marginal dans le paysage médiatique français des années 1970. L'État joue alors toujours un rôle important dans la protection de l'environnement.

### L'État et la protection de la nature dans les années 1970

#### Ministère de l'Environnement et éducation environnementale

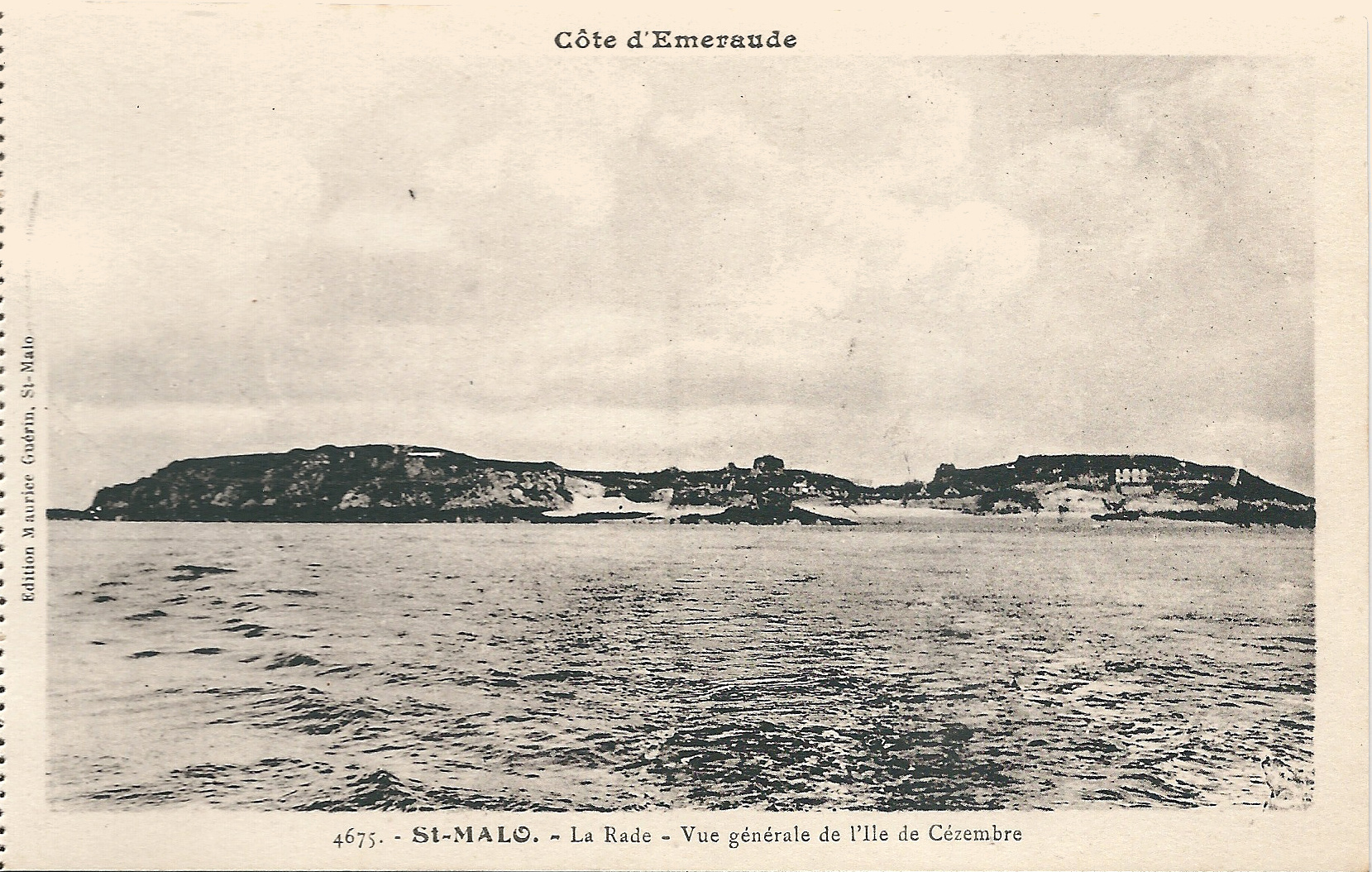
L'île de Cézembre (Ille-et-Vilaine) vers 1920, aujourd'hui protégée par le Conservatoire du littoral et des rivages lacustres.

Le 17 janvier 1971, après un remaniement ministériel, Robert Poujade est nommé ministre de la Protection de la nature et de l'Environnement. La France est alors le premier pays du monde à se doter d'un ministère de l'Environnement. La création de ce nouveau ministère suscite la surprise tant des milieux écologistes que du monde politique : Georges Pompidou n'est pas connu pour être un grand défenseur de l'environnement. Mais il sent que l'Environnement est un sujet d'avenir, et en aurait été convaincu par de proches collaborateurs comme Michel Jobert, alors président de l'Office national des forêts. Le ministère de l'environnement est impliqué dans l'élaboration de la loi qui crée le Conservatoire du littoral et des rivages lacustres, adoptée par le Parlement en 1975. Cette institution publique est alors chargée d'acheter des terres sur les côtes afin de les préserver, et d'y empêcher toute nouvelle construction. Pendant que l'État se dote de nouvelles institutions de protection de l'environnement, celle-ci fait une entrée timide dans l'enseignement. L'écologie scientifique apparait dans des cursus universitaires : un département « Environnement » est créé dans les universités de Paris-VII, Paris-VI, et de Tours. Tandis que la protection de l'environnement reste absente de l'enseignement général secondaire, un BTS « protection de la nature » est ouvert en 1970 dans le lycée agricole de Neuvic, en Corrèze. Des Centres permanents d'initiation à l'environnement (CPIE) ouvrent à partir de 1972, et deviennent des lieux de découverte de la nature pour les élèves qui partent désormais en classe verte.

#### Charte de la nature et loi de 1976
À partir des années 1970, un changement majeur survient dans la manière dont l'État protège la nature : des associations de défense de l'environnement sont impliquées. En 1972, un comité de rédaction, créé par Philippe Saint-Marc et réunissant des représentants d'associations, publie une « Charte de la nature », qui déclare notamment que « Le droit à la Nature doit être un des fondements de toute civilisation ».
Cette pétition de principes n'a cependant pas de valeur législative, contrairement à la loi relative à la protection de la nature de 1976. Aboutissement de deux ans de lobbying de la part d'associations nationales comme la SNPN et la FFSPN, cette loi comporte trois avancées majeures. Elle impose une étude d'impact avant certains aménagements, rétorquant aux administrations qui s'y opposent que « la protection des espaces naturels et [...] des équilibres écologiques [...] sont d'intérêt général ». Elle généralise la protection des espèces animales et végétales à l'ensemble de la faune et de la flore qui n'est considérée ni comme gibier, ni comme nuisible ; dénicher un oiseau ou ramasser un animal mort au bord d'une route deviennent alors des délits. Enfin, elle rend chaque citoyen français responsable de la protection de l'environnement : « Il est du devoir de chacun de veiller à la sauvegarde du patrimoine naturel dans lequel il vit. » Mais malgré ces progrès législatifs et institutionnels, la France n'est pas si verte : le premier pays à s'être doté d'un ministère de l'Environnement est aussi une grande puissance nucléaire.

#### Les écolos contre l'État: le développement du nucléaire
C'est la raison pour laquelle la France fait profil bas lors de la première conférence des Nations Unies sur l'environnement, qui se tient à Stockholm en 1972. Avec son ministère de l'Environnement, la France aurait pu y jouer un rôle de premier plan. Mais il se trouve que le gouvernement français a programmé une série d'essais nucléaires dans l'atmosphère du Pacifique Sud. L'indignation est telle au Japon, en Nouvelle-Zélande et en Australie que les services postaux de ces pays décident de boycotter la France. Difficile, dans ces conditions, de prendre la tête d'une conférence internationale sur l'environnement. De nouveaux tirs sont prévus en 1973. Des militants néo-zélandais forment une petite flotte pour aller protester contre les essais nucléaires français, et Brice Lalonde est envoyé par les Amis de la Terre pour les soutenir. Avec un général, un abbé, un écrivain et le directeur de L'Express, Lalonde rejoint la Nouvelle-Zélande. Les cinq hommes embarquent sur un rafiot en bois, le Fri. Interceptés par la gendarmerie française, les militants ne peuvent pas s'approcher de l'emplacement du tir. C'est toutefois une réussite médiatique : l'événement, relaté dans la presse, permet de rendre plus célèbre les Amis de la Terre. La branche française de Friends of the Earth reçoit le soutien de scientifiques qui lui assurent une maîtrise du dossier nucléaire, notamment pour le nucléaire civil, qui suscite une opposition nouvelle. L'opposition aux centrales atomiques naît en effet dans les années 1970 et est un thème central et fédérateur de l'écologisme de cette décennie. La lutte antinucléaire se cristallise autour de quelques centrales, principalement Fessenheim et Superphénix. La construction de la centrale nucléaire de Fessenheim, en Alsace, est autorisée en 1970. une première manifestation réunit 1 500 personnes en 1971. L'année suivante, plus de dix mille personnes manifestent contre le projet. La centrale est finalement ouverte en 1977. 1977 est également l'année d'une manifestation des plus importantes du mouvement antinucléaire français. Le 30 juillet 1977, des dizaines de milliers de manifestants se dirigent sous la pluie vers le site du futur réacteur Superphénix, à Creys-Malville. Parmi les manifestants, pacifiques dans leur grande majorité, certains jettent des pierres et des boulons sur les forces de l'État. Les gendarmes répliquent à coups de matraques, de grenades lacrymogènes et de grenades offensives. L'un de ces explosifs provoque la mort d'un manifestant, Vital Michalon, professeur de physique dans la Drôme. La tragique manifestation de Creys-Malville marque la fin des grands mouvements d'opposition écologistes des années 1970.

## 1977 - 2000: La diffusion de l'écologisme
Après Creys-Malville, la vague verte des années 1970 retombe. Cela n'empêche pas la défense de la nature de s'étendre à l'ensemble de la société dans les années 1980-1990. L'écologie devient une partie du paysage politique. Les entreprises se mettent au vert.

### Le ralentissement du militantisme écologiste

#### Les gueules se ferment

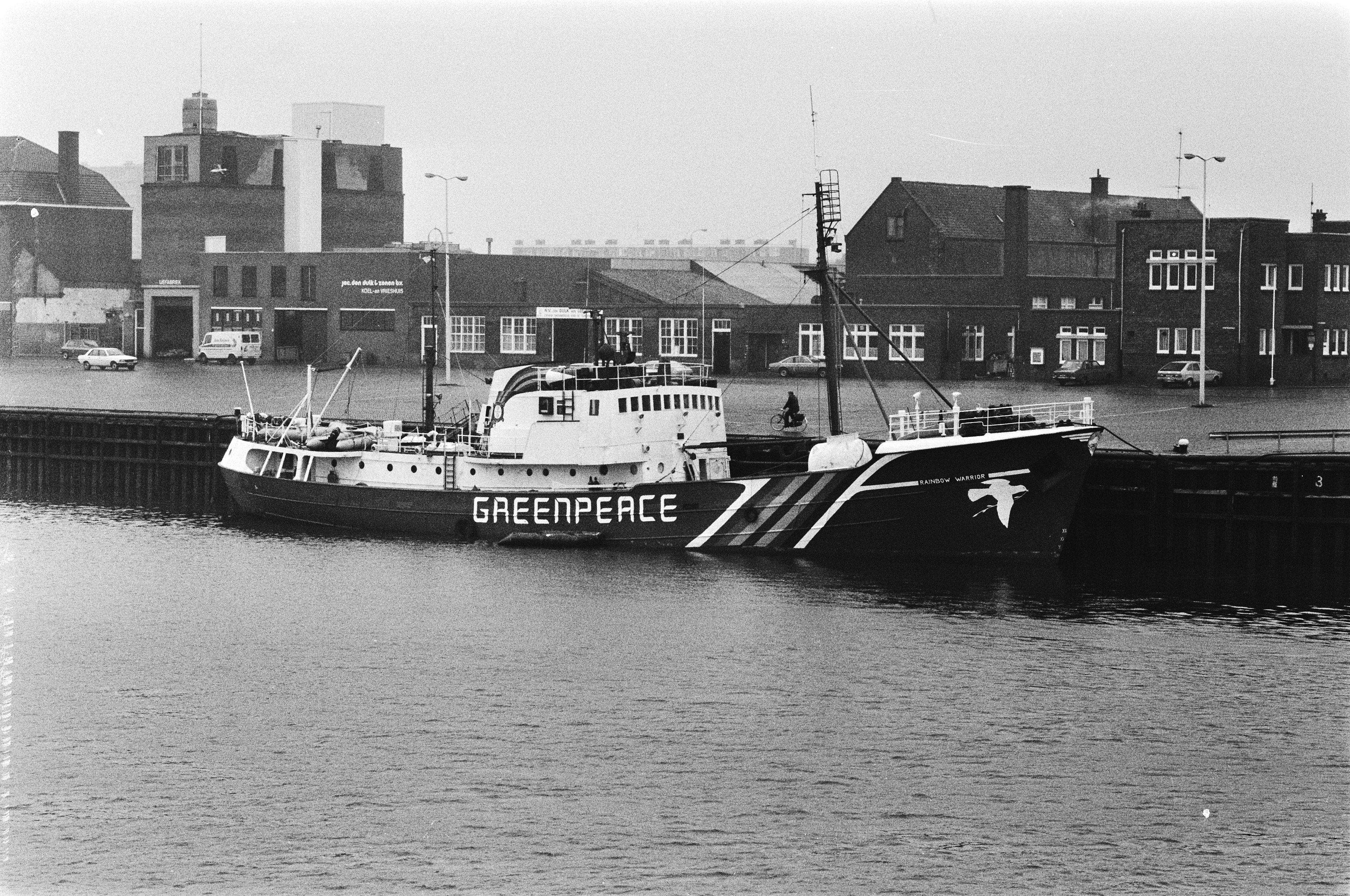
Le Rainbow Warrior à quai en 1979.

Au début des années 1980, les militants écologistes se font moins nombreux. Les Amis de la Terre ne comptent plus que 3 000 adhérents, alors que les Friends of the Earth britanniques sont 25 000. La branche française de Greenpeace, fondée en 1977 par l'Ami de la Terre Rémi Parmentier, est en difficultés dans les années 1980. La petite association ne compte elle aussi que 3 000 adhérents au début de la décennie. Des désaccords internes poussent certains de ses membres à quitter le navire en mai 1985. C'est un véritable navire qui est coulé quelques semaines plus tard, le 10 juillet, par un commando d'hommes-grenouilles envoyés par les services secrets français. Le Rainbow Warrior, amarré à Auckland en Nouvelle-Zélande, se préparait à protester contre un essai nucléaire français sur l'atoll de Moruroa. L'affaire du Rainbow Warrior achève de faire sombrer Greenpeace France, dont le petit bureau parisien ferme ses portes pendant deux ans entre 1987 et 1989. Tandis que les associations déclinent, la presse alternative écologiste périclite. La Gueule ouverte perd son souffle à partir de juillet 1977. Elle se ferme en 1980. Le Sauvage s'éteint l'année d'après. Dans le contexte de crise économique des années 1980, le discours écologiste est malvenu.

#### Réflexion, sensibilisation et lobbying
Le militantisme des années 1970 fait alors place à un travail plus discret de réflexion, de sensibilisation et de lobbying. À la presse écologiste combattive succèdent des magazines tournés vers l'aménagement et le monde économique. C'est le cas par exemple de Valeurs vertes, « le mensuel de l'économie de l'environnement », fondé en 1993. Le Festival international du film nature et environnement, premier festival de cinéma dédié à la défense de la nature en France, voit le jour à Grenoble en 1976, et devient annuel en 1996. D'autres festivals le rejoignent : Les Rencontres internationales pour l'environnement et la nature (RIENA) de Royan (1982) et le Festival du film ornithologique de Ménigoutte (1983). Le CRII-Rad, Comité de recherche et d'information indépendant sur la radioactivité, est fondé en 1993 par Michèle Rivasi, agrégée de biologie. Ce laboratoire indépendant de l'État doit permettre une plus grande transparence et objectivité des informations qui concernent le nucléaire français.

#### Altermondialisme
Dans les années 1980-1990 émerge l'altermondialisme. Le militantisme écologiste se retrouve dans certaines des revendications de ce mouvement qui critique la mondialisation libérale. José Bové, néo-rural du Larzac, obtient une certaine notoriété et plusieurs condamnations judiciaires pour sa lutte contre les OGM. Des associations comme la Confédération paysanne et ATTAC voient le jour dans les années 1980 - 1990. La défense de la nature est tout de même peu présente dans l'altermondialisme. Mais tandis que la vague militante née de Mai 68 retombe, l'écologisme s'étend à l'ensemble de la société.

### L'écologie s'étend à l'ensemble de la société

#### Marées noires et nuage radioactif

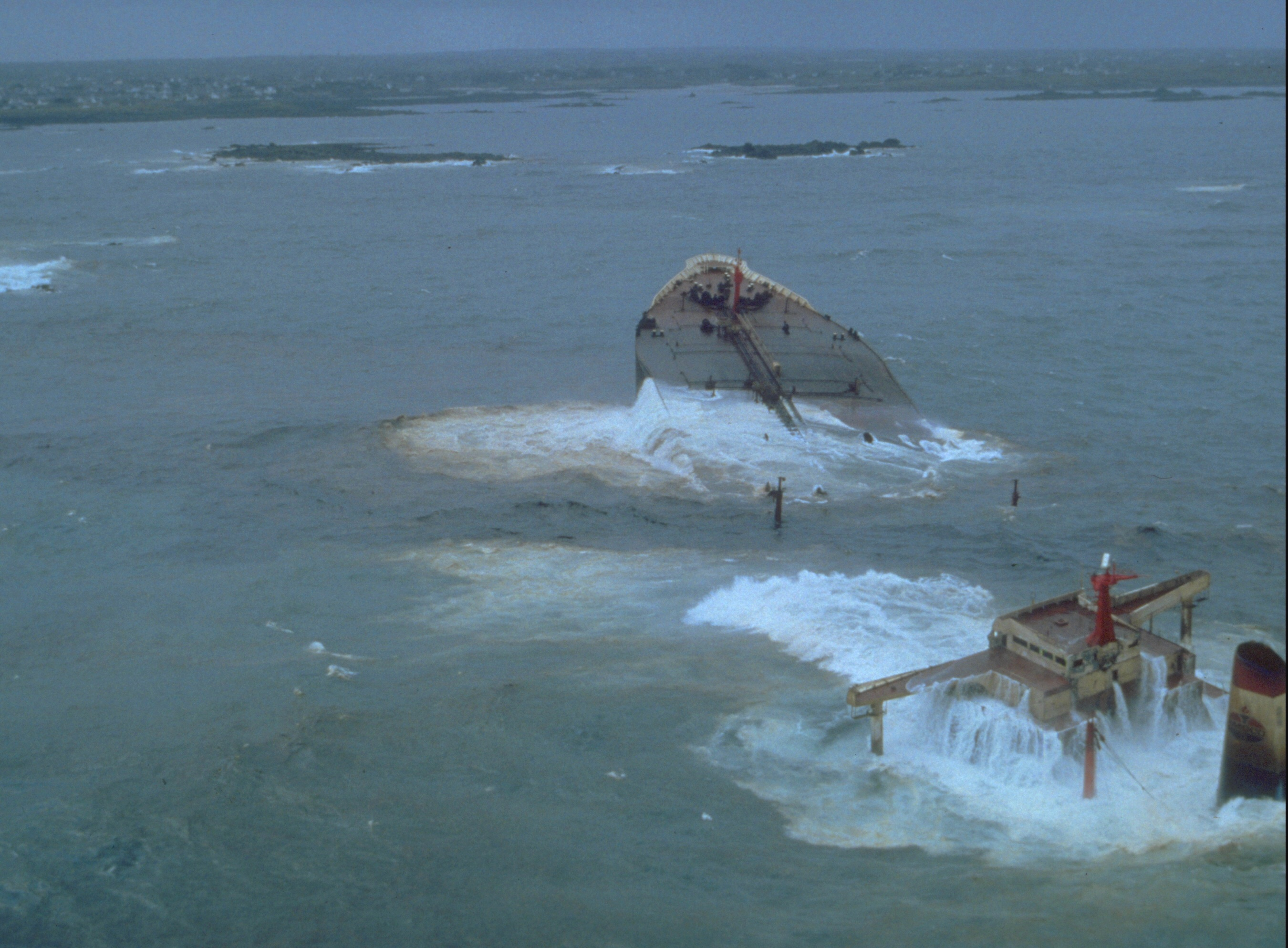
L'Amoco Cadiz face aux côtes du Finistère.

Dans les années 1980 - 1990, de grandes catastrophes environnementales éveillent la conscience des dangers que court l'environnement. Deux grandes marées noires marquent la fin du XXe siècle. Le 16 mars 1978, le superpétrolier Amoco Cadiz fait naufrage à Portsall, dans le nord du Finistère. Plus de 220 000 tonnes de pétrole brut sont répandues sur les côtes bretonnes. Il s'agit du plus gros chargement de pétrole jamais déversé à la suite d'une marée noire. Contrairement au Torrey Canyon, qui en 1967 avait coulé plus loin des côtes françaises, l'Amoco Cadiz a un écho retentissant dans les médias français. Cette marée noire provoque une prise de conscience de la vulnérabilité du littoral français, et montre la difficulté de faire appliquer le principe pollueur-payeur. Ce n'est en effet qu'au terme de 10 ans de procédure judiciaire que la société Amoco est condamnée en appel à verser 1,3 milliard de francs de dommages et intérêts. La seconde marée noire d'envergure de la fin du siècle touche à nouveau les côtes bretonnes, en décembre 1999. L'Erika, pétrolier maltais affrété par la société Total, fait naufrage au large du littoral. Les deux tiers de sa cargaison de 30 000 tonnes de fioul se déversent dans la mer, souillent 400 kilomètres du littoral breton et provoquent la mort d'une centaine de milliers d'oiseaux. Total n'est définitivement condamné à payer 200 millions d'euros de dommages et intérêts qu'en 2012. Dans un autre domaine, la catastrophe de Tchernobyl provoque une certaine inquiétude en France en 1986. Le professeur Pierre Pellerin, à la tête du Service central de protection contre les rayonnements ionisants (SCPRI), veut rassurer la population : « l'élévation relative de la radioactivité est très largement inférieure aux limites réglementaires ». Ses propos, simplifiés en « le nuage s'est arrêté à la frontière », provoquent une certaine indignation. Libération affirme que « les pouvoirs publics ont menti ». La catastrophe de Tchernobyl a ainsi nourri la méfiance des Français face au nucléaire.

#### La poursuite de l'internationalisation de la défense de l'environnement
Marées noires et catastrophes nucléaires traversent les frontières, les enjeux environnementaux deviennent planétaires. Pour répondre à cette internationalisation, une nouvelle conférence des Nations unies se tient en 1992 : le Sommet de la Terre de Rio de Janeiro. De nombreuses mesures environnementales sont prises par le gouvernement à l'approche de la conférence. Il suscite par exemple la création de la société Eco-Emballage pour financer le tri et le recyclage des ordures ménagères. L'internationalisation des enjeux environnementaux participe ainsi à diffuser les préoccupations écologistes dans la société française.

#### Les succès de l'écologie politique
À la fin du XXe siècle, l'écologie politique émerge. À mesure qu'elle se fait une place dans le paysage politique, la défense de la nature devient un sujet incontournable. Après des résultats électoraux médiocres à la fin des années 1970, les partisans politiques de l'écologie ont l'ambition de créer un véritable parti. Le Mouvement d'écologie politique (MEP), fondé en 1979, se réunit avec les Amis de la Terre pour élire un candidat commun à l'élection présidentielle de 1981. Leur choix se porte sur Brice Lalonde. Avant le début de sa campagne, il demande aux militants de choisir les thèmes qu'ils considèrent prioritaires. Ils répondent, par ordre de préférence, l'arrêt du programme nucléaire civil, la possibilité de référendums d'initiative populaire, l'abandon de l'arme atomique, la liberté pour les radios et les télévisions, et l'abrogation de la peine de mort. L'écologie politique ne semble donc paradoxalement pas placer la défense de la nature parmi ses priorités. Le soir du premier tour, le 26 avril 1981, Brice Lalonde arrive en cinquième position, avec 3,87 % des suffrages, soit trois fois le score de René Dumont en 1974. Une fois élu, François Mitterrand annonce l'abandon de l'extension du camp militaire du Larzac. Ainsi, les revendications écologistes rencontrent un certain succès lors de l'élection présidentielle de 1981. Mais ce succès a justement pour effet de paralyser ceux qui portent ces revendications. La victoire du parti socialiste satisfait une partie des attentes des partisans de l'écologie politique. Celle-ci est alors délaissée pendant plusieurs années. Alors que le militantisme écologiste était déjà en perte de vitesse, la vague rose de mai 1981 noie la jeune pousse verte.
Pour remonter la pente, le MEP décide de devenir un parti. Après les Greens outre-Manche et les Grünen outre-Rhin, les Verts français sont fondés en 1984. Le jeune et petit parti essuie alors une série de défaites électorales : aux élections européennes de 1984, aux régionales de 1986, puis à la présidentielle de 1988, l'écologie reçoit systématiquement une moindre part des suffrages qu'aux élections précédentes. Mais aux législatives suivantes, en 1988, les Verts frôlent les 5 %. Les écologistes remontent alors la pente. Ils envoient environ deux mille élus dans les conseils municipaux en 1989, et 8 parlementaires européens en 1989.
La création en 1992 à l'initiative de François Mitterrand d'un parti dissident mené par Brice Lalonde, Génération écologie,, ne suffit pas à stopper l'élan.
En 1993, les écologistes obtiennent au total 11 % des suffrages au premier tour des élections législatives, soit plus que le Parti communiste. Enfin, en 1997, 7 écologistes entrent au Palais-Bourbon. La cheffe de file des Verts, Dominique Voynet, est nommée ministre de l'Aménagement du territoire et de l'Environnement. Ainsi, après un net déclin dans les années 1980, l'écologie politique renait de plus belle dans les années 1990. Ces succès électoraux témoigne d'une diffusion des préoccupations environnementales à l'ensemble de la société, et y a également contribué.
Sous l'influence de grandes catastrophes environnementales, de l'internationalisation des enjeux environnementaux et des succès de l'écologie politique, la défense de la nature devient un sujet auquel les Français s'intéressent de plus en plus. Cette préoccupation croissante pour l'environnement amène à une évolution radicale. La protection de la nature n'est plus seulement une préoccupation externe, seulement revendiquée par des intellectuels, criée par des militants et imposée par l'État. Les acteurs privés sont de plus en plus concernés par les enjeux environnementaux. L'écologisme vient de l'intérieur.

### L'écologisme par l'intérieur

#### Entreprises vertes
À la fin du XXe siècle, des entreprises se mettent au vert. Des industriels commencent à prendre des initiatives pour devancer les accusations des militants écologistes. La responsabilité écologique commence à avoir une importance pour l'image des marques auprès des consommateurs. Les compagnies pétrolières se commencent à vendre de l'essence sans plomb, moins polluante. À partir de 1986, le salon Pollutec rassembles des entreprises qui proposent des solutions pour dépolluer l'air, l'eau, les sols, trier les déchets, ou encore économiser l'énergie. L'environnement devient un marché rentable : de nombreuses entreprises sont prêtes à payer pour montrer qu'elles se soucient de la protection de la nature. L'analyse du cycle de vie des produits, de l'extraction des matières premières au recyclage du produit consommé, devient une pratique courante dans les années 1990. Certaines entreprises vont jusqu'à parrainer des associations écologistes. Gaz de France, par exemple, finance les rencontres organisées par l'association des Journalistes-écrivains pour la nature et l'écologie (JNE).

#### Agriculture verte
« Les agriculteurs sont aussi des pollueurs », déclare en 1989 Brice Lalonde, alors ministre de l'Environnement. Cette déclaration provoque un petit scandale chez les agriculteurs : jamais un représentant de l'État n'avait osé s'en prendre à eux aussi frontalement. Les paysans ont traditionnellement une image d'amis de la nature. Après un court moment d'indignation, les organisations agricoles commencent à modifier leurs pratiques. Des fabricants d'engrais lancent le programme « Ferti-mieux », qui encourage les agriculteurs à limiter l'utilisation d'engrais. Certains d'entre eux produisent déjà sans engrais industriel, sous les contraintes de l'agriculture biologique. Celle-ci rencontre une demande croissante dans les années 1990 : entre 1993 et 1996, l'importation de produits bio est multipliée par 20.